# Imre Madách
Imre Madách (Alsósztregova, 20 de janeiro de 1823 — Alsósztregova, 5 de outubro de 1864) foi um aristocrata, escritor, poeta, advogado e político húngaro. Sua obra principal é "A Tragédia do Homem" (Az ember tragédiája, 1861). É um dramático poema aproximadamente 4 000 linhas de comprimento, que desenvolve ideias comparáveis aos Fausto de Goethe. O autor foi incentivado e aconselhado por János Arany, um dos mais famosos poetas húngaros do século XIX.

## Vida
Ele nasceu no castelo de sua família em Alsósztregova, o Reino da Hungria (hoje Dolná Strehová, Eslováquia) em 1823 no coração de uma rica família nobre. A partir de 1829 Madách estudou na escola Piarist de Vác. Durante uma epidemia de cólera, ele permaneceu em Buda em 1831. Em 1837, ele começou seus estudos na universidade de Pest. Em 1842, ele se tornou oficialmente advogado. Em 1860, ele terminou de trabalhar em The Tragedy of Man. Ele morreu em Alsósztregova no Reino da Hungria.

## Trabalhos
- A civilizátor (O Civilizador) - 1859
- Mózes (Moisés) - 1861
- Az ember tragédiája (A Tragédia do Homem) - 1861

## The Tragedy of Man
O poema dramático A Tragédia do Homem é a maior e mais duradoura obra escrita de Madách. Os trágicos eventos da fracassada Revolução Húngara de 1848/49, além da morte de parentes próximos, como sua irmã e seu marido, o capitão Karl Balog de Mánko-Bük, e sua permanência temporária na prisão alimentou o estado emocional em que ele completou seu trabalho. Hoje é a peça central do repertório dos teatros húngaros e é leitura obrigatória para alunos do ensino médio. Muitas linhas se tornaram citações comuns na Hungria. Madách, então um nobre camponês sem praticamente nenhuma experiência literária, enviou a obra ao poeta Arany, que o encorajou com entusiasmo e sugeriu algumas emendas ao texto. A peça foi publicada inicialmente apenas na forma impressa, não encenada, porque as muitas mudanças de cena (15 cenas) eram difíceis de acontecer pelos padrões técnicos da época.
Os personagens principais são Adão, Eva e Lúcifer. Os três viajam no tempo para visitar diferentes momentos decisivos na história humana e Lúcifer tenta convencer Adão de que a vida é (será) sem sentido e a humanidade está condenada. Adão e Lúcifer são apresentados no início de cada cena, com Adão assumindo vários papéis históricos importantes e Lúcifer geralmente atuando como um servo ou confidente. Eva entra apenas mais tarde em cada cena. The Tragedy of Man contém quinze cenas, com dez períodos históricos representados.